# Thomas Christiansen
Thomas Christiansen Tarín (Hadsund, 11 de março de 1973) é um ex-futebolista e treinador de futebol hispano-dinamarquês que atuou como atacante. Atualmente comanda a seleção do Panamá.

## Carreira
Nascido em Hadsund, Christiansen (filho de uma espanhola) foi criado em Copenhague. e deu seus primeiros passos no futebol aos 9 anos, no Avedøre IF. Passou ainda por Brøndby e Hvidovre. Ele chegou a treinar com os juniores do Real Madrid, mas foi impedido por sua mãe de assinar com os Merengues e voltou à Dinamarca para jogar na base do B.93, onde permaneceria até 1991, regressando à Espanha novamente para treinar, desta vez no Barcelona
Em julho do mesmo ano, assinou com os Blaugranas por 4 anos, realizando o sonho de jogar com seu ídolo Michael Laudrup, porém a concorrência na posição relegou Christiansen ao time B, atuando em apenas 2 partidas pela equipe principal do Barcelona (um pela Copa del Rey e outra pela Supercopa Europeia de 1992). Sem espaço, foi emprestado para Sporting Gijón, Osasuna, Racing Santander, antes de ser reintegrado ao Barça em 1995. Segundo as regras de La Liga, o Barcelona teria que pagar uma compensação financeira ao atacante se ele recusasse alguma proposta de contrato.
Ele chegou a ser vendido ao Manchester City em outubro, mas preferiu seguir na Espanha e acertou sua transferência ao Real Oviedo em janeiro de 1996. Em 1997, foi para o Villarreal, ajudando o Submarino Amarelo a garantir o acesso à divisão principal, embora tivesse feito apenas um gol na campanha que terminou com o rebaixamento à segunda divisão em 1999. Teve ainda passagens curtas por Terrassa, Panionios (Grécia) e Herfølge até 2000.
O atacante encerraria sua carreira no futebol da Alemanha, onde passou por Bochum e Hannover 96. O destaque foi na temporada 2002–03, quando terminou como artilheiro da Bundesliga com 21 gols, empatado com o brasileiro Élber, do Bayern de Munique

## Carreira internacional
Selecionável para representar as seleções de Espanha e Dinamarca (onde chegou a defender nas equipes de base), Christiansen atuou pela Fúria na Eurocopa Sub-21 de 1994, chegando à semifinal.
Antes, em janeiro de 1993, o técnico Javier Clemente surpreendeu ao convocar o atacante, então com 19 anos, para um amistoso da seleção contra o México. A escolha gerou polêmica, pois Christiansen era praticamente um desconhecido no futebol nacional. Ele tornou-se o primeiro atleta a ser convocado representando o Barcelona B e um dos poucos que disputavam a segunda divisão espanhola a jogarem pela seleção principal da Espanha. A convocação do jogador foi um pedido de Clemente e da Real Federação Espanhola de Futebol, que viam um grande potencial nele, evitando que a Dinamarca o convocasse.
Ele ainda disputaria um jogo pelas eliminatórias da Copa de 1994 contra a Lituânia, porém Clemente não levou o atacante para a competição.

## Carreira de técnico
De volta ao futebol, Christiansen trabalhou como auxiliar-técnico de Luis Milla no Al-Jazira (Emirados Árabes Unidos) em 2013. Sua estreia como treinador foi no Chipre, exercendo o cargo no AEK Larnaca por 2 temporadas. Passou também pelo APOEL, sagrando-se campeão nacional em 2016–17.
Treinou ainda Leeds United e Union Saint-Gilloise até 2020, quando foi anunciado como novo técnico da seleção do Panamá, substituindo o argentino Américo Gallego, tendo comandado os Canaleros na Copa Ouro da CONCACAF de 2021.

## Títulos

### Como jogador
Barcelona
- Supercopa da UEFA: 1992

### Como treinador
APOEL
- Campeonato Cipriota: 2016–17

### Individuais
- Artilheiro da Bundesliga de 2002–03 (21 gols, empatado com Élber)[10]